# Сиг (станция)
Сиг — станция (тип населенного пункта) в составе Куземского сельского поселения Кемского района Республики Карелия.

## Общие сведения
Станция расположена на перегоне Беломорск—Чупа.

## Название
Существует версия, что имя Сиги станция получила от фамилии контрагента Мурманской железной дороги инженера путей сообщения Владимира Петровича Сигова, сына пермского купца Петра Ерофеевича Сигова.
До 3 июня 1924 года назывался Разъезд № 37 «Манос» (в честь бывшего начальника Мурманской железной дороги И. А. Маноса). После чего был переименован в станцию Сиг, а бывшая станция Сиги получила наименование разъезд № 37.

## Население
| 2002 | 2009 | 2010 | 2013 |
| ---- | ---- | ---- | ---- |
| 4    | ↗5   | ↘4   | →4   |